# ولسوالی دره‌صوف پایین
ولسوالی دره‌صوف پایین یکی از ۷ ولسوالی‌‌‌‌ ولایت سمنگان،و بزرگترین ولسوالی به مرکزیت بازار دهی در شمال افغانستان است. دره‌صوف پایین از ولسوالی‌های درجه اول ولایت سمنگان بوده، پهناوری آن ۱۷۰۷٫۹ کیلومتر مربع است و با ۸۲٬۱۹۰ نفر جمعیت در سال ۱۳۹۹، دومین ولسوالی پر جمعیت ولایت سمنگان می‌باشد.
ولسوالی دره‌صوف پایین از شمال و غرب با ولایت بلخ، از شمال‌شرق با ولسوالی حضرت سلطان، از شرق با ولسوالی خرم و سارباغ، از جنوب شرق با ولسوالی روی دوآب و از جنوب با ولسوالی دره‌صوف پایین محدود می‌باشد.

## فلسفه نام گذاری
نام دره‌ی صوف مشتق شده از واژه های دره و صوف است که مرکزیت این ولسوالی در میان سلسله کوه های بلند قرار گرفته است و از همین رو واژه‌ی دره در پیشوند نام این شهرستان کاربرد دارد.
صوف در قاموس های فارسی و عربی به دو معنا استفاده شده است:
اول: به معنای پشم یا پشمینه است که به همین سبب افراد فقیر مشرب یا اهل تصوف را صوفی میگویند.
دوم: به معنای سوراخ، حفره یا کندن کاریِ در زیر زمین به مقصد رسیدن به چیزی یا جایی.
ازینکه در دره صوف معادن زغال زیادی موجود است و هم بقایایی مغاره نشینی از زمانه های خیلی دور درین شهرستان به کثرت وجود دارد، پسوند صوف به معنای گزینه‌ی دوم بیشتر صدق میکند.

## موقعیت
دره صوف از لحاظ موقعیت جغرافیایی در سطح بلند تری قرار گرفته و از همین رو در تحولات سیاسی_نظامی کشور بسا مهم و سرنوشت ساز بوده است.
حدود اربعه‌ی این شهرستان قرار زیر است:
از طرف شمال متصل است به ولسوالی های کشنده و چهارکنت ولایت بلخ؛ جنوبن همسرحد است با ولسوالی دره‌صوف پایین و رویی و دوآب  ولایت سمنگان 
شرقا می‌رسد به سرحد ولسوالی حضرت سلطان ولایت سمنگان و غربن متصل است به قسمتی از ولسوالی کشنده ولایت بلخ و ولسوالی بلخاب ولایت سرپل.

## مردم
دره صوف همواره مهد علمای جید، مردمان سلحشور، متدین و کادر های خوب علمی بوده که این امر سبب شده است تا نقشی برازنده ای در سرنوشت سیاسی، اجتماعی و فرهنگی کشور ایفا نماید.
باشندگان بومی این سرزمین بیشتر به زبان فارسی_دری سخن میزنند و مردمان تاجیک اکثریت باشندگان این ولسوالی را تشکیل میدهند.
اقوامی مانند ازبیک، سادات، ایماق، بلوچ و ... نیز درین سرزمین زیست دارند که بیشترین شان فارسی‌گو اند.

## مالک اصلی بازار ولسوالی دره صوف پایین
مالک اصلی بازار ولسوالی دره صوف پایین ، مرحوم حاج افضل قزلباش بوده است. مرحوم حاج افضل قزلباش بزرگترین زمین دار منطقه بوده و در زمان ظاهر شاه میزیسته است و ایشان صدها جریب زمین دیمی در قریه های اشلز ، چهارتاق و ... داشتند و دارند و همچنین تمام قریه قزلباشها که همجوار قریه سرولنگ میباشد ، و همچنین یک بخش از تفاوصات از شهر مزار شریف جزو املاک ایشان بوده است، بعد از انقلاب سال 1357 ولسوالی دره صوف به دو بخش دره صوف بالا و پایین تقسیم شد ، و فرزندان حاج افضل دیگر دسترسی به بازار ولسوالی دره صوف پایین (بازار دهی ) نداشتند. ولی اسناد مالکیت آنها در مرکز اسناد ولایت سمنگان ثبت شده است. فرزندان و نواثه های مرحوم حاج افضل تاکید بر حس برادری بین دره صوف بالا و دره صوف پایین داشتند و همین موضوع را بارها بزرگان مردم منطقه بازار دهی تایید کردند.در شرایط فعلی باز هم فرزندان مرحوم حاج افضل با تاکید بر حفظ برادری بین باشندگان بازار دره صوف بالا و پایین ، امیوارند دوباره بتوانند مالکیت بازار را بصورت قانونی بدست بیاورند و این موضوع باعث دوستی بیشتر بین مردم منطقه گردد.